# Franck Anglade
Pour les articles homonymes, voir Anglade.
Pas d'image ? Cliquez ici

a Compétitions nationales et continentales officielles uniquement.

Franck Anglade, né le 21 mars 1981 à Bayonne (Pyrénées-Atlantiques), est un joueur français de rugby à XV qui évolue au poste de talonneur.

## Biographie
Après sa carrière de joueur professionnel, Franck Anglade devient le président du Château-Thierry Rugby omois Club à partir de 2014.

## Carrière
- Jusqu'à 2000 : Boucau Tarnos stade jusqu'en Reichel B[réf. nécessaire]
- 2001-2004[réf. nécessaire] : Stade montois (Pro D2)
- 2004-2007[réf. nécessaire] : Stade rochelais (Pro D2)
- 2007-2008 : Rugby Leonessa 1928 (série A, Italie)
- 2008-2013 : Tarbes PR (Pro D2)

## Palmarès
- Finaliste du championnat de France Reichel B en 2000 avec le Boucau Tarnos stade
- Finaliste et champion de Pro D2 saison 2001-2002 avec le Stade montois. Accession la même année en Top 16 avec le FC Grenoble,second du championnat cette année.
- Finaliste saison 2006-2007 de Pro D2 : Championnat de France de rugby Pro D2 2006-07 avec le Stade rochelais contre l'US Dax (défaite 22-16).

## Statistiques en équipe nationale
- Équipe de France -21 ans (2001 en Irlande et en Angleterre)[réf. nécessaire].